# آرسن لوپن (مجموعه تلویزیونی)
آرسن لوپن (انگلیسی: Arsène Lupin) یک مجموعه تلویزیونی به کارگردانی ژاک نائوم محصول سال ۱۹۷۱ در فرانسه است.
این مجموعه تلویزیونی بر پایه مجموعه داستان‌های آرسن لوپن به نویسندگی موریس لوبلان ساخته شده است.